# Bloop

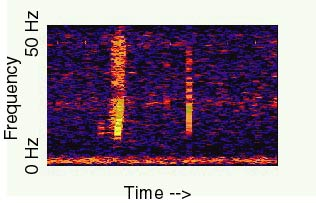
Uno spettrogramma del Bloop

Bloop è il nome dato a un suono di provenienza sottomarina a bassissima frequenza registrato dal NOAA alcune volte durante l'estate del 1997. Dopo che per molti anni si è speculato su una possibile origine animale, nel 2012 il suono è stato attribuito a un criosisma o a un distacco di ghiaccio.

## Storia
Il Bloop si originò da qualche parte attorno alle coordinate 50° S 101° W (al largo della costa sudoccidentale del Sudamerica) e venne captato ripetutamente dall'idrofono autonomo dell'oceano Pacifico equatoriale, parte del SOSUS, l'equipaggiamento dell'U.S. Navy originariamente progettato per identificare i sottomarini sovietici e oggi utilizzato per monitorare la sismicità sottomarina, il rumore dei ghiacci, la popolazione e la migrazione dei mammiferi marini.
Secondo la descrizione fornita dal NOAA, il suono:
Un'ipotesi inizialmente propagandata da diversi articoli fu che il Bloop avesse origine organica a causa della sua frequenza, tuttavia non esiste un animale conosciuto che possa produrre un tale suono. Se si fosse trattato di un animale, infatti, avrebbe dovuto essere enormemente più grande di una balenottera azzurra, il più grande animale conosciuto. L'attribuzione del suono ad eventi naturali, nel 2012, pose fine alle teorie riguardo a un eventuale criptide.

## Interpretazione del fenomeno

### Criosisma

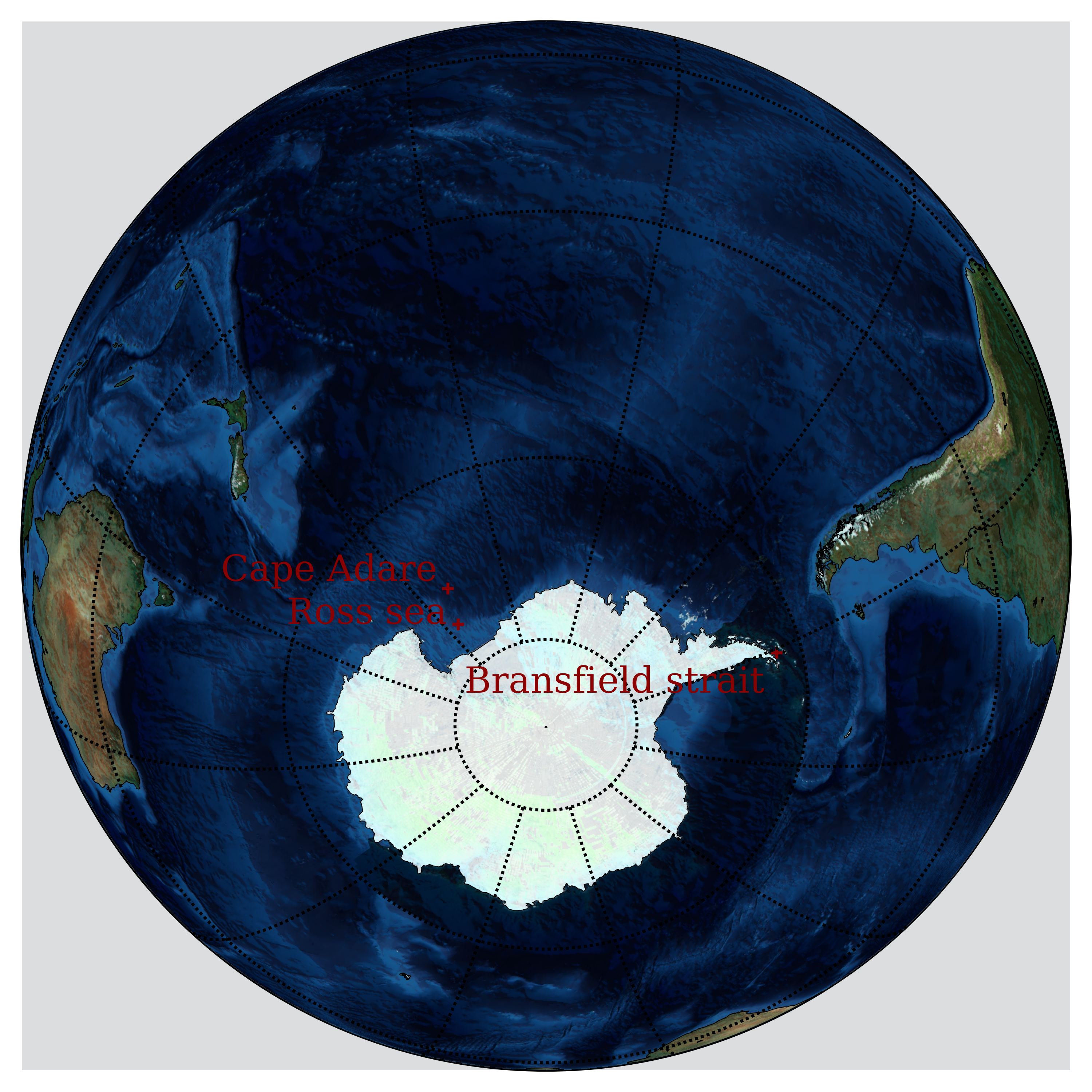
Aree in cui venne rintracciato il Bloop

Il NOAA Vents Program attribuì la fonte del Bloop a quello di un grande criosisma in quanto molti terremoti di ghiaccio avrebbero spettrogrammi simili a quello del misterioso suono, nonché l'ampiezza necessaria per individuarli nonostante presentino distanze superiori a 5 000 km. Ciò venne riscontrato nel 2008, durante il tracciamento dell'iceberg A53a, che si disintegrò vicino alla Georgia del Sud. Gli iceberg che contribuirono a generare il suono erano molto probabilmente tra lo stretto di Bransfield e il Mare di Ross o, secondo altre fonti, a Cape Adare, da cui provengono spesso segnali criogenici. I suoni generati dai terremoti del ghiaccio sono facilmente captati dall'uso degli idrofoni in quanto l'acqua di mare, un eccellente canale sonoro, consente ai suoni ambientali generati attraverso le attività sul ghiaccio di percorrere grandi distanze.

### Distacco del ghiaccio
Durante i distacchi del ghiaccio, le variazioni derivano dal movimento di una sorgente sonora. Come spiega l'oceanografo Yunbo Xie, l'alterazione delle forme d'onda di tali suoni "possono anche essere causati da modelli di radiazione dipendenti dalla frequenza angolare associati al movimento in modalità antisimmetrica della copertura di ghiaccio."

### Sfregamento e cresta di pressione
Talvolta, le emissioni acustiche possono anche essere generate da processi di sfregamento o creste di pressione che emettono suoni simili a quelli causati dal distacco del ghiaccio. Lo sfregamento coinvolge due o più flussi di ghiaccio che, collidendo, causano deformazioni a taglio e onde di taglio polarizzate orizzontalmente, ovvero onde S. La cresta si verifica quando quel ghiaccio si piega o scivola sulle creste. Secondo Xie, entrambi gli eventi produrranno suono nella sequenza di fallimento (rottura) di un flusso di ghiaccio:

### Origine animale
Stando a quanto dichiarò in un'intervista di David Wolman per la rivista New Scientist, Christopher Fox della NOA credeva che l'origine del Bloop non fosse dovuta all'uomo o a fenomeni geologici, bensì a un animale. Secondo Fox, infatti, il misterioso suono somiglierebbe a quello di una creatura vivente sconosciuta in grado di emettere dei richiami "molto più potenti di quelli di qualsiasi altro essere sulla Terra". Secondo Wolman, Fox era inizialmente propenso a credere che il Bloop fosse un cedimento del ghiaccio in Antartide, ma in seguito arrivò a credere che il suono fosse di origine animale:
(David Wolman)
Secondo l'autore Philip Hayward, le speculazioni di Wolman avrebbero spinto Fox a pensarla allo stesso modo e che "avendo usato la parola 'probabile', diedero il via a una serie di speculazioni su quale potesse essere l'entità in grado di produrre quei rumori". Il consenso decennale sostenne infatti la tesi secondo cui il Bloop proverrebbe dai processi di rottura del ghiaccio."